# Bão Olivia (2018)
Cơn bão Olivia năm 2018 là cơn bão nhiệt đới đầu tiên đổ bộ vào Maui và Lanai trong lịch sử được ghi lại. Là cơn bão thứ 15 được đặt tên, cơn bão thứ chín, và cơn bão lớn thứ sáu của mùa bão Đông Bắc Thái Bình Dương 2018, Olivia có nguồn gốc từ một khu vực rộng lớn của áp thấp hình thành vài trăm dặm về phía tây nam México vào ngày 30. Các rối loạn chuyển về phía tây-tây bắc trước khi phát triển thành một trầm cảm nhiệt đới vào ngày 1 tháng 9. Do điều kiện thời tiết bất lợi, trầm cảm từ từ được tổ chức và tăng cường thành Olivia Bão nhiệt đới vào ngày hôm sau. Olivia sau đó bắt đầu một giai đoạn tăng cường nhanh chóng vào ngày 03 tháng 9, dẫn đến Olivia ban đầu đạt đỉnh điểm như một cơn bão cấp 3 hạng 3 vào ngày 5 tháng 9. Olivia sau đó bắt đầu một xu hướng suy yếu khiến nó trở thành cơn bão cấp 2 cấp thấp. Olivia sau đó bắt đầu tăng cường lại vào ngày 6 tháng 9. Vào ngày hôm sau, Olivia đạt đỉnh là cơn bão cấp 4, với vận tốc gió 130 mph (215 km/h) và áp suất trung tâm tối thiểu là 948 mbar (28.00 inHg).Sáu giờ sau, Olivia bắt đầu một xu hướng suy yếu dẫn đến cơn bão bị hạ cấp xuống trạng thái hạng 1 vào ngày 8 tháng 9, phía đông của đường kinh tuyến 140 phía tây.Vào ngày 9 tháng 9, Olivia bước vào lưu vực trung tâm Thái Bình Dương. Olivia bị suy yếu thành một cơn bão nhiệt đới vào ngày 11 tháng 9, trước khi thực hiện các cuộc đổ bộ ngắn ở phía tây bắc Maui và Lanai vào ngày hôm sau. Olivia bị hạ cấp xuống một áp thấp nhiệt đới vào ngày 13 tháng 9, tiếp tục đi về hướng tây. Do cắt gió làm gián đoạn sự đối lưu của Olivia, hệ thống đã bị hạ xuống mức thấp còn lại vào ngày 14 tháng 9.

## Lịch sử khí tượng học
- Olivia có nguồn gốc từ một khu vực rộng lớn của áp thấp hình thành vài trăm dặm về phía tây nam México vào ngày 30,đúng lúc Norman đạt cường độ đỉnh[1]. Trung tâm Bão Quốc gia (NHC) tiếp tục theo dõi sự xáo trộn khi nó di chuyển về phía tây-tây bắc trong vài ngày tới và dần dần trở nên có tổ chức hơn[2]. Lúc 03:00 UTC vào ngày 1, NHC tuyên bố rằng thấp nhiệt đới đã trở thành suy thoái Seventeen-E khoảng  425 dặm (680 km) về phía tây namManzanillo, México. Ban đầu, do cắt gió theo hướng bắc-đông bắc, sự trầm cảm sơ khởi chỉ tăng cường từ từ, đạt đến trạng thái bão nhiệt đới lúc 09:00 UTC vào ngày 2 tháng 9; tại thời điểm này, bệnh trầm cảm được đặt tên là Olivia. Trong vài ngày tới, hệ thống sẽ di chuyển theo hướng tây sang tây-tây bắc dưới ảnh hưởng của một áp cao cận nhiệt đới kéo dài từ trung tâm México qua phía đông Thái Bình Dương.
- Trong một ngày rưỡi tiếp theo, Olivia thay đổi ít sức mạnh khi cơn gió cắt tiếp tục va chạm vào hệ thống. Tuy nhiên, vào cuối ngày 3 tháng 9, một u ám dày đặc trung tâm phát triển trên trung tâm lưu thông của Olivia và một lõi bên trong bắt đầu hình thành, trước một giai đoạn tăng cường nhanh chóng. Vào lúc 03:00 UTC ngày 4 tháng 9, Olivia tăng cường thành một cơn bão, và đạt đến trạng thái Hạng 2 trên thang Saffir – Simpson mười hai giờ sau đó. Lúc 21:00 UTC vào ngày 4 tháng 9, Olivia đã đạt được trạng thái Hạng 3 và trở thành cơn bão lớn thứ sáu trong mùa giải. Sáu giờ sau, Olivia đạt cường độ cực đại ban đầu, với sức gió tối đa duy trì 125 mph (195 km/h) và áp suất trung tâm tối thiểu là 955 mbar (hPa; 28.20 inHg). Tuy nhiên, không lâu sau, Olivia bắt đầu một xu hướng suy yếu, rơi xuống dưới trạng thái Hạng 3 sáu giờ sau đó. Cuối cùng, Olivia đã trở thành một cơn bão cấp 2 cấp thấp, trước khi bắt đầu tăng cường lại vào ngày 6 tháng 9. Olivia lấy lại trạng thái bão lớn vào lúc 12:00 UTC ngày hôm đó, và đạt đỉnh là cơn bão cấp 4 lúc 03:00 UTC vào ngày 7 tháng 9, với sức gió 130 mph (215 km/h) và áp suất tối thiểu 948 mbar (hPa; 28,00 inHg). Vào thời điểm đó, NHC lưu ý rằng Olivia là "một ví dụ nổi bật về một cơn bão hình khuyên", với một con mắt sắc bén bao quanh bởi một vòng đối lưu dữ dội. Sáu giờ sau, Olivia bắt đầu một xu hướng suy yếu khác khi nhiệt độ bề mặt biển giảm và đám mây quanh mắt ấm lên. Đến 09:00 UTC vào ngày 8 tháng 9, Olivia đã suy yếu đến cơn bão cấp 1.[3] Vào lúc 03:00 UTC ngày 9 tháng 9, Trung tâm Bão Trung tâm Thái Bình Dương (CPHC) đã tiếp nhận trách nhiệm theo dõi và đưa ra các khuyến cáo về Olivia sau khi cơn bão vượt qua phía tây kinh tuyến 140 và đi vào trung tâm Thái Bình Dương.
- Đầu ngày 11 tháng 9, Olivia đã suy yếu xuống một cơn bão nhiệt đới, sau khi gặp phải cơn gió mạnh. Vào cuối ngày, trung tâm lưu thông cấp thấp của Olivia tách khỏi sự đối lưu sâu sắc, dẫn đến tăng tốc đáng kể. Olivia nhanh chóng suy yếu khi nó tiếp cận Hawaii, trước khi thực hiện các vùng đất ngắn trên Maui và Lanai vào ngày 12 tháng 9, lúc 19:10 UTC và 19:54 UTC, tương ứng với sức gió 45 dặm / giờ (75 km/h).Vào lúc 09:00 UTC ngày 13 tháng 9, khi Olivia rời khỏi Hawaii, hệ thống đã suy yếu thành một áp thấp nhiệt đới. Sau khi gió cắt liên tục làm gián đoạn sự đối lưu của Olivia, hệ thống đã trở thành một hậu duệ hậu nhiệt đới thấp vào ngày 14 tháng 9.[4]

## Chuẩn bị và tác động
Vào ngày 10 tháng 9, với dự đoán về sự đổ bộ của Olivia ở Hawaii, đồng hồ bão nhiệt đới đã được ban hành cho Quận Hawaii, Oahu và Maui County bao gồm các đảo Maui, Molokai, Lanai và Kahoolawe. Lúc 15:00 giờ UTC, cơn bão nhiệt đới đồng hồ cho Quận Hawaii và Maui đã được thay đổi thành cảnh báo bão nhiệt đới. Vào lúc 03:00 UTC ngày 11 tháng 9, đồng hồ cho Oahu đã được thay đổi thành cảnh báo bão nhiệt đới. Ngoài ra, đồng hồ bão nhiệt đới đã được ban hành cho Hạt Kauai bao gồm cả đảo Kauai và Niihau do sự không chắc chắn của đường đua. Lúc 21:00 UTC, đồng hồ cho Kauai và Niiahu đã được thay đổi thành cảnh báo bão nhiệt đới sau khi đường đua dịch chuyển về hướng bắc. Lúc 09:00 UTC ngày 12 tháng 9, khi con đường của Olivia trở nên rõ ràng hơn, những cảnh báo cho Kauai và Niiahu đã bị ngưng lại.
Ngày 9 tháng 9, Thống đốc David Ige đã ký một tuyên bố khẩn cấp tuyên bố các quận Hawaii, Maui, Kalawao, Kauai và Honolulu là các khu vực thảm họa. Vào ngày 12 tháng 9, tất cả các trường công lập và bưu điện đã đóng cửa ở Maui với nhiều trường học và trường đại học đóng cửa ở nơi khác.
Gió bão nhiệt đới chủ yếu ảnh hưởng đến Maui County và Oahu, một cơn gió cao điểm 55 dặm / giờ (89 km/h) đã được quan sát tại sân bay Lanai, và một cơn gió cao điểm 46 dặm / giờ (74 km/h) được quan sát thấy ở Kuaokala. Olivia là cơn bão nhiệt đới đầu tiên đổ bộ vào các đảo Maui và Lanai trong lịch sử được ghi lại.